# Grand Prix automobile de Chine 2010
GP précédent GP suivant
Le Grand Prix automobile de Chine 2010 (Formula 1 2010 Chinese Grand Prix), disputé sur le circuit international de Shanghai le 18 avril 2010, est la septième édition du Grand Prix, la 824e épreuve du championnat du monde de Formule 1 courue depuis 1950 et la quatrième manche du championnat 2010.

## Essais libres

### Vendredi matin
| Pos. | Pilote             | Voiture          | Chrono         | Écart     |
| ---- | ------------------ | ---------------- | -------------- | --------- |
| 1    | Jenson Button      | McLaren-Mercedes | 1 min 36 s 677 |           |
| 2    | Nico Rosberg       | Mercedes         | 1 min 36 s 748 | + 0 s 071 |
| 3    | Lewis Hamilton     | McLaren-Mercedes | 1 min 36 s 775 | + 0 s 098 |
| 4    | Michael Schumacher | Mercedes         | 1 min 37 s 509 | + 0 s 832 |
| 5    | Sebastian Vettel   | Red Bull-Renault | 1 min 37 s 601 | + 0 s 924 |
| 6    | Robert Kubica      | Renault          | 1 min 37 s 716 | + 1 s 039 |

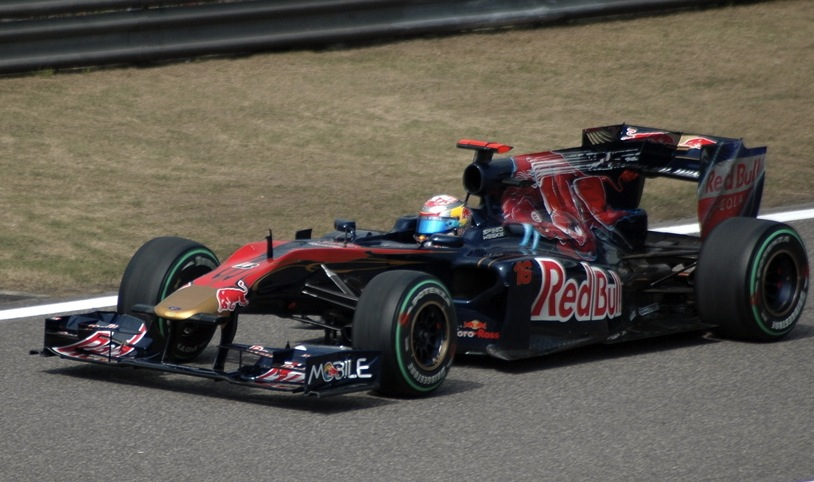
Buemi sera victime d'un accident à 311 km/h : il perd simultanément ses deux roues avant

- Note : Paul di Resta, pilote essayeur chez Force India, a remplacé Vitantonio Liuzzi lors de cette séance d'essais.

### Vendredi après-midi

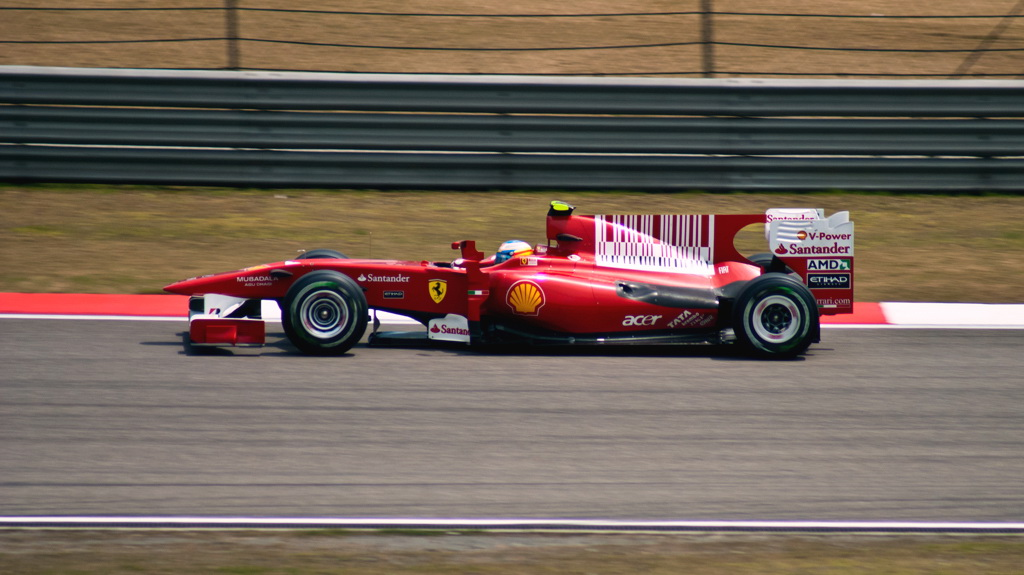
Fernando Alonso sur le circuit de Shanghai

| Pos. | Pilote             | Voiture          | Chrono         | Écart     |
| ---- | ------------------ | ---------------- | -------------- | --------- |
| 1    | Lewis Hamilton     | McLaren-Mercedes | 1 min 35.217   |           |
| 2    | Nico Rosberg       | Mercedes         | 1 min 35 s 465 | + 0 s 248 |
| 3    | Jenson Button      | McLaren-Mercedes | 1 min 35 s 593 | + 0 s 376 |
| 4    | Michael Schumacher | Mercedes         | 1 min 35 s 602 | + 0 s 385 |
| 5    | Sebastian Vettel   | Red Bull-Renault | 1 min 35 s 791 | + 0 s 574 |
| 6    | Mark Webber        | Red Bull-Renault | 1 min 35 s 995 | + 0 s 778 |

### Samedi matin

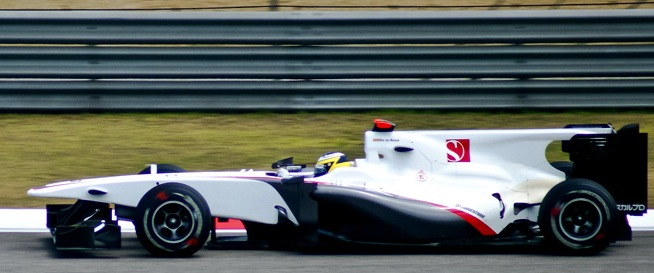
Pedro de la Rosa sur le circuit chinois

| Pos. | Pilote           | Voiture          | Chrono         | Écart     |
| ---- | ---------------- | ---------------- | -------------- | --------- |
| 1    | Mark Webber      | Red Bull-Renault | 1 min 35 s 323 |           |
| 2    | Lewis Hamilton   | McLaren-Mercedes | 1 min 35 s 564 | + 0 s 241 |
| 3    | Sebastian Vettel | Red Bull-Renault | 1 min 35 s 691 | + 0 s 368 |
| 4    | Jenson Button    | McLaren-Mercedes | 1 min 35 s 747 | + 0 s 424 |
| 5    | Fernando Alonso  | Ferrari          | 1 min 35 s 857 | + 0 s 534 |
| 6    | Nico Rosberg     | Mercedes         | 1 min 35 s 913 | + 0 s 590 |

## Grille de départ
| Pos. | Pilote             | Écurie               | Qualifications 1 | Qualifications 2 | Qualifications 3 |
| ---- | ------------------ | -------------------- | ---------------- | ---------------- | ---------------- |
| 1    | Sebastian Vettel   | Red Bull-Renault     | 1 min 36 s 317   | 1 min 35 s 280   | 1 min 34 s 558   |
| 2    | Mark Webber        | Red Bull-Renault     | 1 min 35 s 978   | 1 min 35 s 100   | 1 min 34 s 608   |
| 3    | Fernando Alonso    | Ferrari              | 1 min 35 s 987   | 1 min 35 s 235   | 1 min 34 s 913   |
| 4    | Nico Rosberg       | Mercedes             | 1 min 35 s 952   | 1 min 35 s 134   | 1 min 34 s 923   |
| 5    | Jenson Button      | McLaren-Mercedes     | 1 min 36 s 122   | 1 min 35 s 443   | 1 min 34 s 979   |
| 6    | Lewis Hamilton     | McLaren-Mercedes     | 1 min 35 s 641   | 1 min 34 s 928   | 1 min 35 s 034   |
| 7    | Felipe Massa       | Ferrari              | 1 min 36 s 076   | 1 min 35 s 290   | 1 min 35 s 180   |
| 8    | Robert Kubica      | Renault              | 1 min 36 s 348   | 1 min 35 s 550   | 1 min 35 s 364   |
| 9    | Michael Schumacher | Mercedes             | 1 min 36 s 484   | 1 min 35 s 715   | 1 min 35 s 646   |
| 10   | Adrian Sutil       | Force India-Mercedes | 1 min 36 s 671   | 1 min 35 s 665   | 1 min 35 s 963   |
| 11   | Rubens Barrichello | Williams-Cosworth    | 1 min 36 s 664   | 1 min 35 s 748   |                  |
| 12   | Jaime Alguersuari  | Toro Rosso-Ferrari   | 1 min 36 s 618   | 1 min 36 s 047   |                  |
| 13   | Sébastien Buemi    | Toro Rosso-Ferrari   | 1 min 36 s 793   | 1 min 36 s 149   |                  |
| 14   | Vitaly Petrov      | Renault              | 1 min 37 s 031   | 1 min 36 s 311   |                  |
| 15   | Kamui Kobayashi    | BMW Sauber-Ferrari   | 1 min 37 s 044   | 1 min 36 s 422   |                  |
| 16   | Nico Hülkenberg    | Williams-Cosworth    | 1 min 37 s 049   | 1 min 36 s 647   |                  |
| 17   | Pedro de la Rosa   | BMW Sauber-Ferrari   | 1 min 37 s 050   | 1 min 37 s 020   |                  |
| 18   | Vitantonio Liuzzi  | Force India-Mercedes | 1 min 37 s 161   |                  |                  |
| 19   | Timo Glock         | Virgin-Cosworth      | 1 min 39 s 278   |                  |                  |
| 20   | Jarno Trulli       | Lotus-Cosworth       | 1 min 39 s 399   |                  |                  |
| 21   | Heikki Kovalainen  | Lotus-Cosworth       | 1 min 39 s 520   |                  |                  |
| 22   | Lucas di Grassi    | Virgin-Cosworth      | 1 min 39 s 783   |                  |                  |
| 23   | Bruno Senna        | HRT-Cosworth         | 1 min 40 s 469   |                  |                  |
| 24   | Karun Chandhok     | HRT-Cosworth         | 1 min 40 s 578   |                  |                  |

- Note : Karun Chandhok a écopé d'une pénalité de cinq places sur la grille de départ car son écurie HRT a brisé un scellé posé par la FIA sur la boîte de vitesses de sa monoplace sans qu'un commissaire soit présent. Qualifié en dernière position sur la grille, cette sanction n'a eu aucun effet sur la position de départ de Chandhok.

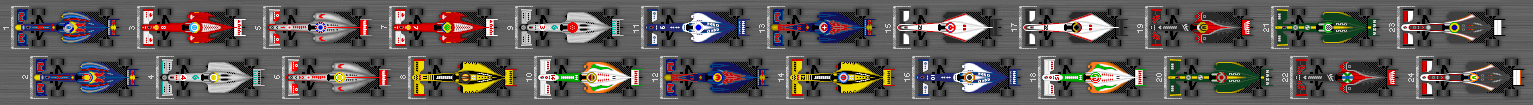
La grille de qualification du Grand Prix.

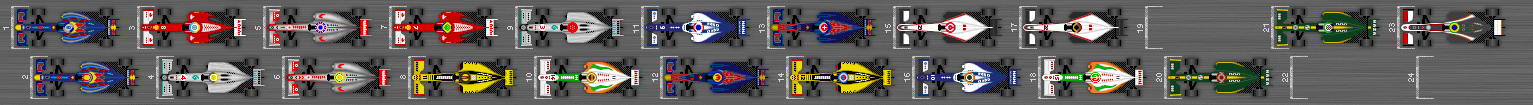
La grille de départ du Grand Prix.

## Course

### Déroulement de l'épreuve

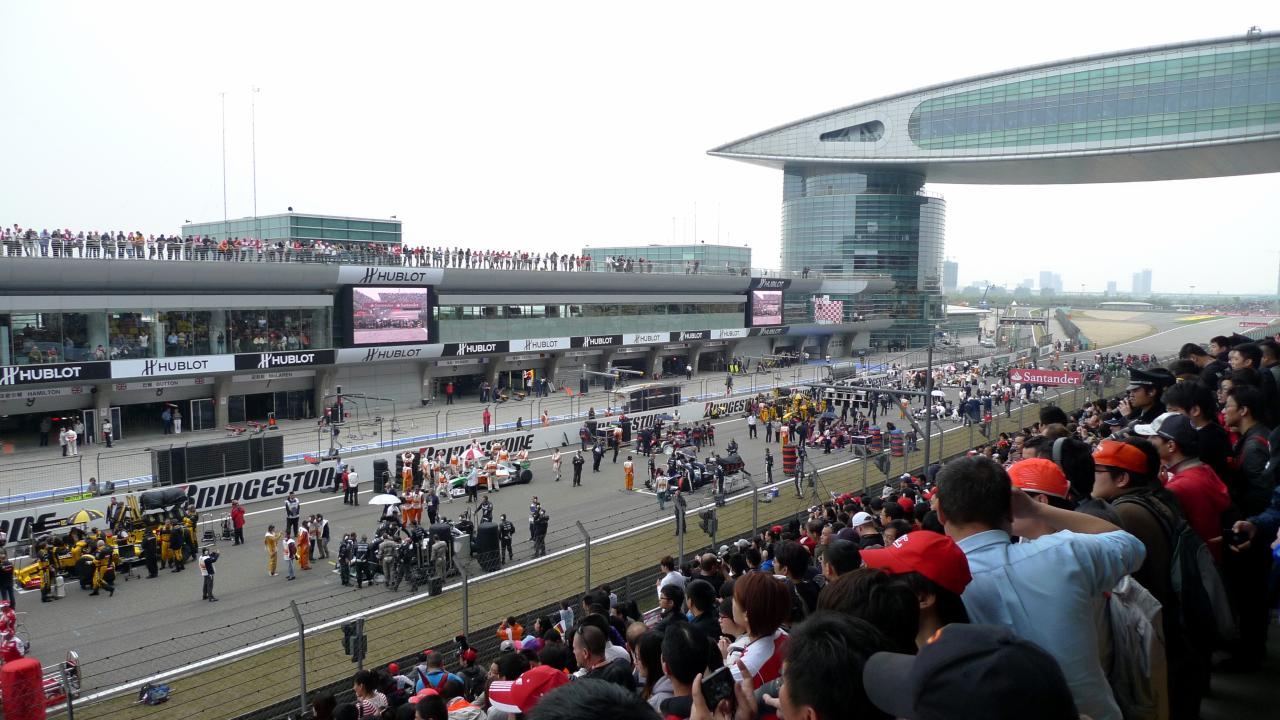
La mise en grille des monoplaces

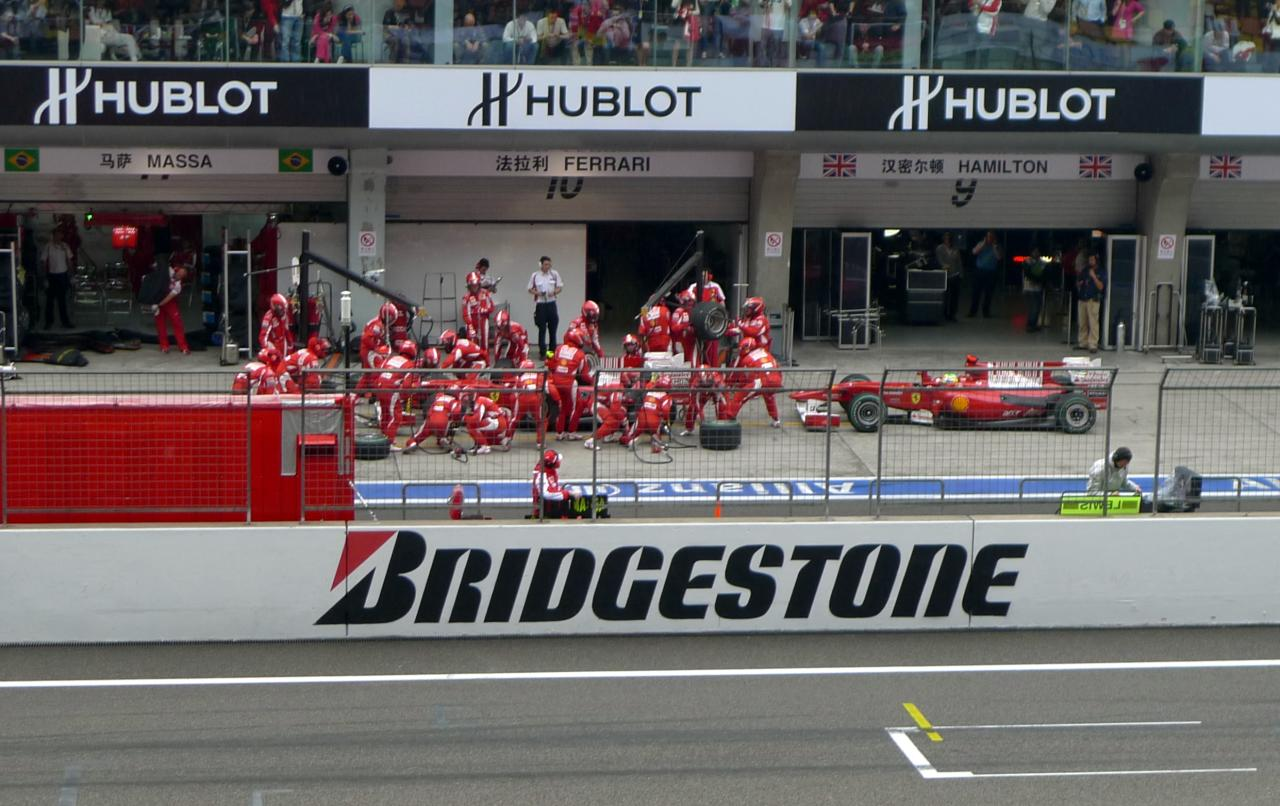
Doublé par Alonso dans la ligne d'accès à la pitlane, Massa doit patienter pour changer de pneumatiques

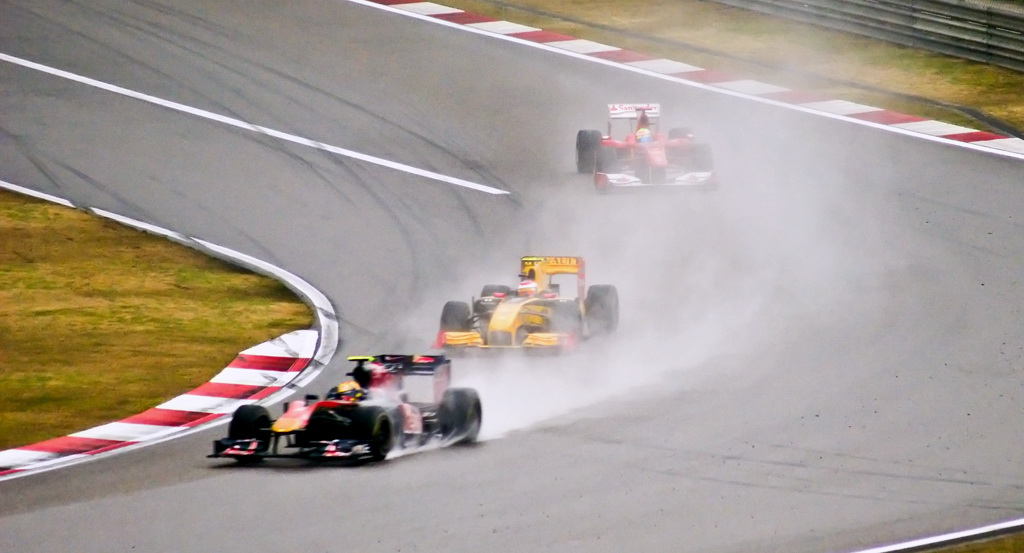
Alguersuari devant Petrov sous la pluie

Sur la ligne de départ, la piste est sèche et seul Timo Glock a chaussé des pneus intermédiaires. La température est de 22 °C dans l’air et 21 °C au sol avec une humidité de 58 % : des gouttes de pluie sont déjà présentes sur certaines parties du circuit. Au départ, Fernando Alonso, en deuxième ligne, réussit son envol et prend la première place tandis que Mark Webber double son coéquipier Sebastian Vettel qui partait de la pole position. Derrière, la Force India de Vitantonio Liuzzi part à la dérive et accroche Sébastien Buemi et Kamui Kobayashi : les trois pilotes abandonnent et la voiture de sécurité fait son apparition.
Profitant de la sortie de la voiture de sécurité, la plupart des pilotes passe par les stands chausser des pneus intermédiaires. Toutefois, Nico Rosberg, Jenson Button, Robert Kubica et Vitaly Petrov tentent le pari de garder leurs pneus slicks et prennent la tête de l’épreuve. Alonso doit quant à lui repasser par les stands pour un drive-through : il avait volé le départ. Quelques tours plus tard, la piste s’asséchant, les pilotes qui avaient mis des gommes intermédiaires doivent rechausser des slicks. Vettel et Hamilton, à la lutte dans la voie d'accès aux stands manquent de s'accrocher, Hamilton perdant presque le contrôle de sa monoplace.
Après ces arrêts successifs, Rosberg est en tête devant Button, Kubica, Pedro de la Rosa, Petrov, Jaime Alguersuari, Adrian Sutil et Heikki Kovalainen. Derrière, Vettel met la pression sur Webber pour la neuvième place et Hamilton suit juste derrière. De la Rosa, victime d'un souci moteur abandonne et Petrov se retrouve quatrième. Vettel double son coéquipier et est imité par Hamilton tandis que Kovalainen, sur sa modeste Lotus, est passé Vettel, Hamilton et Webber. Alors que Vettel et Sutil sont à la lutte, Hamilton prend l'intérieur, gagne deux places et s'échappe. Au tour suivant, Vettel et Webber doublent Sutil.
Rosberg, en tête, compte deux secondes d'avance sur Button et huit sur Kubica, Petrov a 30 secondes de retard et Hamilton est sur les talons de Michael Schumacher en cinquième position. Après trois tours de chasse, Hamilton dépasse l'Allemand au bout de la longue ligne droite. Schumacher ne peut pas non plus résister à Vettel peu après.
Lorsque Rosberg tire tout droit dans un virage, Button prend la tête de la course. Les pilotes repassent alors par les stands chausser de nouvelles gommes intermédiaires. Webber, en s'arrêtant un tour plus tôt que la meute, passe Hamilton et Vettel. Alguersuari, en prenant un tour à Karun Chandhok, perd son aileron et laisse des morceaux sur la piste : la voiture de sécurité fait sa réapparition et Nico Hülkenberg tente le pari de mettre des pneus slicks. 
Quand la safety-car s'efface, Button est en tête devant Rosberg, Kubica, Petrov, Schumacher, Webber, Hamilton, Vettel, Sutil et Alonso. À la relance, Hamilton et Schumacher se donnent des coups de roue et l'Anglais passe. Schumacher est dépassé par Sutil, puis par Alonso et Vettel. Hamilton prend l'avantage sur Kubica pour la troisième place et Alonso remonte jusqu'à la sixième place. Petrov part en tête-à-queue et reprend la piste en septième position. Sutil tient la dragée haute à Schumacher, et retient le peloton.
Quand la pluie fait son retour, Hamilton Kubica et Vettel chaussent de nouveaux intermédiaires. Button, Rosberg et Alonso s'arrêtent au tour suivant : Hamilton repart devant Rosberg et Alonso devant Kubica. Petrov, Massa, Sutil et Barrichello prennent l'avantage sur Alguersuari en difficulté avec ses pneumatiques. Alors que Button accroît son avance sur Hamilton, Alonso revient sur Rosberg et Petrov prend l'avantage sur Schumacher, revient sur Webber et profite d'une erreur de l’Australien pour prendre la septième place tandis que Massa passe Schumacher.
Jenson Button remporte le Grand Prix, Hamilton assurant le doublé pour McLaren. Rosberg complète le podium devant Alonso, Kubica, Vettel, Petrov, Webber, Massa et Schumacher.

### Classement de la course

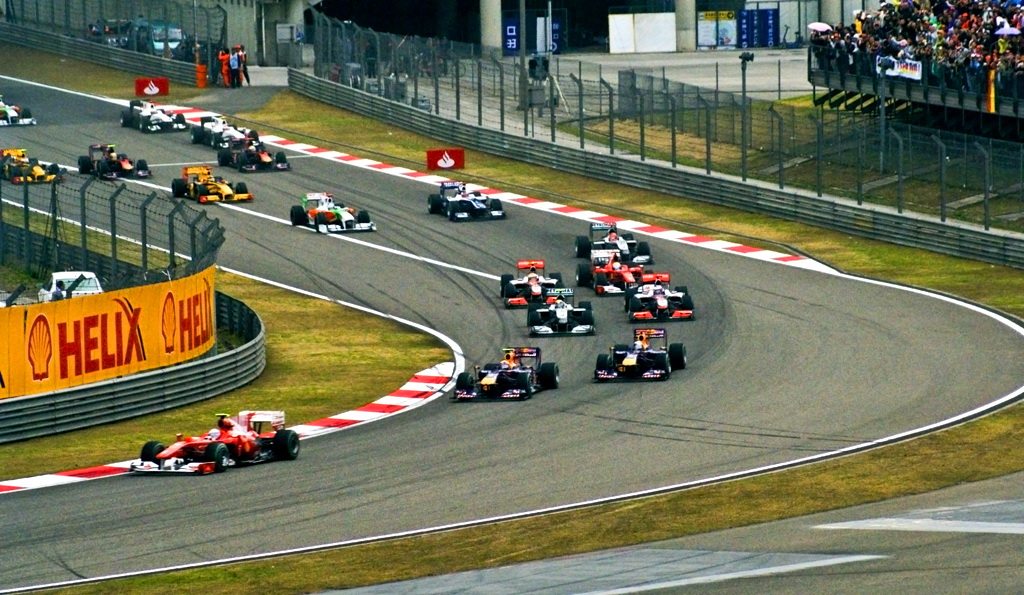
Le départ du Grand Prix de Chine 2010

| Pos. | no | Pilote             | Écurie               | Tours | Temps/Abandon                      | Grille | Points |
| ---- | -- | ------------------ | -------------------- | ----- | ---------------------------------- | ------ | ------ |
| 1    | 1  | Jenson Button      | McLaren-Mercedes     | 56    | 1 h 46 min 42 s 163 (171,542 km/h) | 5      | 25     |
| 2    | 2  | Lewis Hamilton     | McLaren-Mercedes     | 56    | + 1 s 530                          | 6      | 18     |
| 3    | 4  | Nico Rosberg       | Mercedes             | 56    | + 9 s 484                          | 4      | 15     |
| 4    | 8  | Fernando Alonso    | Ferrari              | 56    | + 11 s 869                         | 3      | 12     |
| 5    | 11 | Robert Kubica      | Renault              | 56    | + 22 s 213                         | 8      | 10     |
| 6    | 5  | Sebastian Vettel   | Red Bull-Renault     | 56    | + 33 s 310                         | 1      | 8      |
| 7    | 12 | Vitaly Petrov      | Renault              | 56    | + 47 s 600                         | 14     | 6      |
| 8    | 6  | Mark Webber        | Red Bull-Renault     | 56    | + 52 s 172                         | 2      | 4      |
| 9    | 7  | Felipe Massa       | Ferrari              | 56    | + 57 s 796                         | 7      | 2      |
| 10   | 3  | Michael Schumacher | Mercedes             | 56    | + 1 min 01 s 749                   | 9      | 1      |
| 11   | 14 | Adrian Sutil       | Force India-Mercedes | 56    | + 1 min 02 s 874                   | 10     |        |
| 12   | 9  | Rubens Barrichello | Williams-Cosworth    | 56    | + 1 min 03 s 665                   | 11     |        |
| 13   | 17 | Jaime Alguersuari  | Toro Rosso-Ferrari   | 56    | + 1 min 11 s 416                   | 12     |        |
| 14   | 19 | Heikki Kovalainen  | Lotus-Cosworth       | 55    | + 1 tour                           | 21     |        |
| 15   | 10 | Nico Hülkenberg    | Williams-Cosworth    | 55    | + 1 tour                           | 16     |        |
| 16   | 21 | Bruno Senna        | HRT-Cosworth         | 54    | + 2 tours                          | 23     |        |
| 17   | 20 | Karun Chandhok     | HRT-Cosworth         | 52    | + 4 tours                          | 24     |        |
| Abd. | 18 | Jarno Trulli       | Lotus-Cosworth       | 21    | Hydraulique                        | 20     |        |
| Abd. | 25 | Lucas di Grassi    | Virgin-Cosworth      | 9     | Embrayage                          | 22     |        |
| Abd. | 22 | Pedro de la Rosa   | BMW Sauber-Ferrari   | 8     | Moteur                             | 17     |        |
| Abd. | 16 | Sébastien Buemi    | Toro Rosso-Ferrari   | 0     | Accident                           | 13     |        |
| Abd. | 23 | Kamui Kobayashi    | BMW Sauber-Ferrari   | 0     | Accident                           | 15     |        |
| Abd. | 15 | Vitantonio Liuzzi  | Force India-Mercedes | 0     | Accident                           | 18     |        |
| Np.  | 24 | Timo Glock         | Virgin-Cosworth      | -     | Moteur                             | 19     |        |

### Pole position et record du tour
- Pole position :  Sebastian Vettel (Red Bull-Renault) en 1 min 34 s 558 (207,530 km/h).
- Meilleur tour en course :  Lewis Hamilton (McLaren-Mercedes) en 1 min 42 s 061 (192,273 km/h) au treizième tour.

### Tours en tête
- Fernando Alonso (Ferrari): 2 tours (1-2)
- Nico Rosberg (Mercedes) : 16 tours (3-18)
- Jenson Button (McLaren-Mercedes) : 38 tours (19-56)

## Classements généraux à l'issue de la course
| Pos. | Pilote             | Écurie               | Points |
| ---- | ------------------ | -------------------- | ------ |
| 1    | Jenson Button      | McLaren-Mercedes     | 60     |
| 2    | Nico Rosberg       | Mercedes             | 50     |
| 3    | Fernando Alonso    | Ferrari              | 49     |
| 4    | Lewis Hamilton     | McLaren-Mercedes     | 49     |
| 5    | Sebastian Vettel   | Red Bull-Renault     | 45     |
| 6    | Felipe Massa       | Ferrari              | 41     |
| 7    | Robert Kubica      | Renault              | 40     |
| 8    | Mark Webber        | Red Bull-Renault     | 28     |
| 9    | Adrian Sutil       | Force India-Mercedes | 10     |
| 10   | Michael Schumacher | Mercedes             | 10     |
| 11   | Vitantonio Liuzzi  | Force India-Mercedes | 8      |
| 12   | Vitaly Petrov      | Renault              | 6      |
| 13   | Rubens Barrichello | Williams-Cosworth    | 5      |
| 14   | Jaime Alguersuari  | Toro Rosso-Ferrari   | 2      |
| 15   | Nico Hülkenberg    | Williams-Cosworth    | 1      |

| Pos. | Écurie               | Points |
| ---- | -------------------- | ------ |
| 1    | McLaren-Mercedes     | 109    |
| 2    | Ferrari              | 90     |
| 3    | Red Bull-Renault     | 73     |
| 4    | Mercedes             | 60     |
| 5    | Renault              | 46     |
| 6    | Force India-Mercedes | 18     |
| 7    | Williams-Cosworth    | 6      |
| 8    | Toro Rosso-Ferrari   | 2      |

## Statistiques

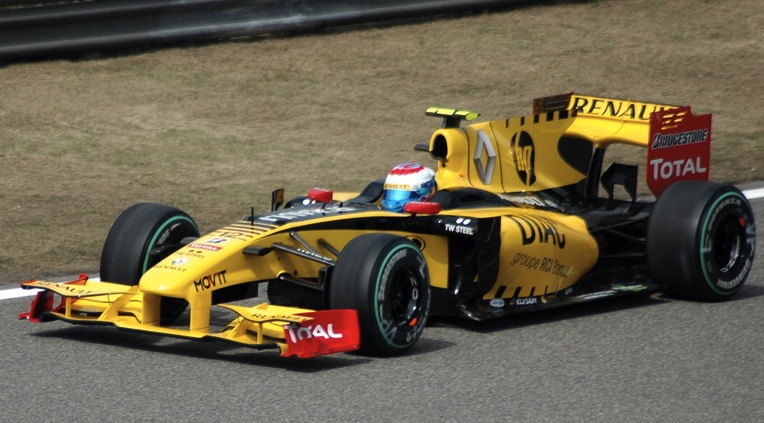
Vitaly Petrov devient le premier Russe à inscrire des points en Formule 1

- 8e pole position de sa carrière pour Sebastian Vettel.
- 9e victoire de sa carrière pour Jenson Button.
- 166e victoire pour McLaren en tant que constructeur.
- 79e victoire pour Mercedes en tant que motoriste.
- 45e doublé pour l'écurie McLaren.
- En terminant second du Grand Prix, Lewis Hamilton passe la barre des 300 points inscrits en championnat du monde (305 points).
- 1ers points de sa carrière pour Vitaly Petrov.
- Alexander Wurz (69 départs en Grands Prix de Formule 1 dont 3 podiums et 1 meilleur tour en course, vainqueur des 24 Heures du Mans 1996 et 24 Heures du Mans 2009) a été nommé par la FIA conseiller pour aider dans leurs jugements le groupe des commissaires de course lors de ce Grand Prix.
- Alors que la Scuderia Toro Rosso testait de nouveaux porte-moyeux (élément rattachant la roue à la suspension), Sébastien Buemi a été victime d'un accident spectaculaire lors de la première séance d'essais libres en perdant ses deux roues avant à 311 km/h.
- Lewis Hamilton et Sebastian Vettel ont été réprimandés pour conduite dangereuse par les commissaires de course à la suite de l'incident dans la voie des stands : les pilotes, relâchés au même moment, étaient côte-à-côte dans la pitlane et le Britannique a été contraint de rouler sur une partie de l'emplacement réservé aux arrêts des monoplaces.